# Achterwetering
Achterwetering est un hameau situé dans la commune néerlandaise de De Bilt, dans la province d'Utrecht. Le 1er janvier 2004, Achterwetering comptait 90 habitants.